# Кара Којунлу
Кара Којунлу (тур. Qara Qoyunlu, перс. قره قویونلو), познати и као Туркмени Црног Овна, били су муслиманска монархија Турака Огуза, која је у периоду од 1374. до 1468. владала територијом данашњег Азербејџана, Грузије, Јерменије, северозападног Ирана, источне Турске и североисточног Ирака.

## Историја
Прва држава Туркмена Црног Овна био је Херат у данашњем Авганистану. Од 1375. били су вазали султана у Багдаду, од којих се отцепио Кара Јусуф (1388-1420) завладавши Мосулом и Табризом. Покорио их је Тамерлан 1400, али је Кара Јусуф избегао у Египат и уз помоћ Мамелука повратио Табриз око 1406, а 1410. заузео је Багдад. После његове смрти (1420), држава је постепено опадала због унутрашњих сукоба и побуна у Јерменији. Јахан Шах (1438-67) привремено је обновио државу Црног Овна, али је катастрофално поражен у рату са Узун Хасаном од Ак Којунлуа, који је 1468. припојио Кара Којунлу.

### Порекло
Владајућа породица је потицала из племена Јива турака Огуза, тачније, Бахарла, који су до четрнаестог века поседовали територије северно од језера Ван и Мосула у горњој Месопотамији. Племена која су чинила Кара Којунлу поред Бахарлуа била су Садлу, Караманлу, Алпаут, Дукарлу, Џагирлу, Хаџилу, Агачери. Према Фаруку Сумеру, племе Кара Којунлу је несумњиво било подплемене (оба) Огуза, а тврдња Минорског да је ово подплеме припадало Јивама је вероватно тачна.
Духарлу Туркмени, огранак Кара Којунлуа, први пут се појавио у Хроници Михајла Панаретоса. Претпоставља се да је племе Духарлу дошло у Анадолију из централне Азије током монголских инвазија, о чему сведочи легендарна традиција Кара Којунлуа.

### Успон
Године 1400, Тимуридско царство под Тимуром је поразило Кара Којунлу, а Кара Јусуф је побегао у Египат, тражећи уточиште код Мамелучког султаната. Кара Јусуфа је дочекао шеик Махмуд, наваб Дамаска. Недуго затим у Дамаск је дошао и џалаиридски султан Ахмад Џалајир. Не желећи да погорша односе са Тимуром, ан-Насир Фараџ је пристао да ухапси Кара Јусуфа и Ахмада Џалајира и да их изручи. Заједно у затвору, двојица лидера су обновила своје пријатељство, постигвши договор да Ахмад Џалајир задржи Багдад, а Кара Јусуф Азербејџан. Ахмад је такође усвојио Кара Јусуфовог сина Пирбудага. Када је Тимур умро 1405. године, ан-Насир Фараџ их је обојицу пустио. Међутим, према Фаруку Сумеру, они су пуштени на слободу по наређењу побуњеног валија из Дамаска, Шејха Махмуда.

## Религија
Према Р. Квиринг-Зоче у Енциклопедија Ираника:
Аргумент да је постојао јасан контраст између сунизма Ак Којунла и шиизма Кара Којунла и Сафавија почива углавном на каснијим сафавидским изворима и мора се сматрати двојбеним.
К. Е. Босворт у делу Нове исламске династије наводи:
Што се тиче верских припадности Кара Којунла, иако су неки од каснијих чланова породице имали шиитска имена и повремено су постојали шиитски натписи на кованицама, нема снажних доказа за дефинитивне шиитске симпатије међу многим Туркменским елементима тог времена.

## Галерија
- Еривански торањ, 1838
- Гробље у Аргаванду, фрагмент на арапском
- Гробље у Аргаванду, фрагмент на арапском